# Gare de Burlington Junction
La Gare de Burlington Junction est une gare ferroviaire, située près de Burlington, Ontario, Canada. Une première gare  est construite vers 1850 et passe au feu en 1904; une deuxième gare (encore existante) est construite en 1906 et reste en service jusqu’en 1988. 

## Historique
La première gare à deux étages en construite sur les lieux vers 1850 par le Great Western Railway (GWR) (le village se nomme à l’époque Wellington Square ). Ce bâtiment passe au feu en 1904 .
Entre temps, le GWR est acheté par le Grand Tronc en 1892. Le GT construit une deuxième gare en 1906 en remplacement; le village se nommait Freeman, mais le GT nomme la gare "Burlington Junction" (car elle servait la ville de Burlington) .  
Cette gare deviant redondante en 1988 quand le service passager quitte cette gare du Canadien National (successeur au Grand Tronc) vers un site partagé avec le GO Transit à Freeman Street en ville. Un groupe local fait effort de conserver la gare avant qu’elle ne soit démolie; elle est cependant louée à une entreprise privée et sera épargné pour l’instant .
En 2005, le Canadien National donne avis qu’elle doit élargir la voie sur les lieux. Le CN fait don de la gare à la Ville de Burlington. Elle sera déplacée des lieux vers un endroit temporaire jusqu'à ce que la ville puisse décider de l'avenir du bâtiment. La situation reste en flux jusqu’en 2011 quand un nouveau conseil municipal (élu en 2010), a approuvé en février de cette année-là une motion visant à transférer la tâche de gérer et de restaurer la gare à un groupe de bénévoles de la communauté, maintenant incorporée en tant qu’ Amis de la Freeman Station .

### Architecture de la gare du Grand Tronc
Selon la ville de Burlington: "Un haut toit à croupe tronquée s'évase sur des avant-toits très profonds; des supports en bois à chevrons décorent la partie extérieure de ces avant-toits. Les éléments décoratifs du toit sont également caractéristiques: la cheminée centrale haute avec des détails décoratifs en brique; la lucarne du côté (ancien) des voies, dont le toit évasé à cinq côtés fait écho à la ligne de toit principale; et la petite ouverture «sourcil» sur le côté opposé. Les portes à cinq panneaux à traverse haute et les nombreuses grandes fenêtres à guillotine doubles sont également caractéristiques des conceptions GTR. Les murs de la station sont une combinaison rare de base de granit (bloc de logan noir avec du mortier blanc) et de murs à ossature supérieure. La structure du toit est supportée par un système de poutres à poutre marteau." .

## Service des voyageurs
La gare servait des trains de passagers reliaient les habitants de Wellington Square (et plus tard Burlington) directement avec Toronto, Chicago et New York. Elle assistera aussi au départ de soldats locaux pour la Première Guerre mondiale . 

## Service de fret
La gare servait de point de chargement important de fruits (en particulier, des pommes) . La gare était essentiel au succès de la commercialisation des produits agricoles de la région vers Toronto et Montréal, mais aussi aux ports à partir desquels “ces fruits de renommée mondiale ont été expédiés à l'étranger vers des marchés en Grande-Bretagne et jusqu'en Afrique du Sud” . 